# サラ・カワハラ
サラ・カワハラ（Sarah Kawahara）は、フィギュアスケート選手、振付師。日系カナダ人。モントリオールで育つ。
17歳でアイスショーに参加し、その後、振付師となる。1997年に「スコット・ハミルトン・アップサイド・ダウン」でエミー賞を獲得。2002年にソルトレークシティオリンピックの開会式と閉会式の振付を担当し、二度目のエミー賞を獲得した。またミシェル・クワンの振付を担当した。
2017年には映画「アイ,トーニャ 史上最大のスキャンダル」で振付を担当し、トーニャ・ハーディングを演じるマーゴット・ロビーにフィギュアスケートの指導を施した。
夫は俳優のジェイミー・アルクロフト、娘は女優のヘイリー・キヨコ。